# Zaz (piosenkarka)
Zaz, właśc. Isabelle Geffroy (ur. 1 maja 1980 w Tours) – francuska piosenkarka jazzowa i soulowa.

## Życiorys

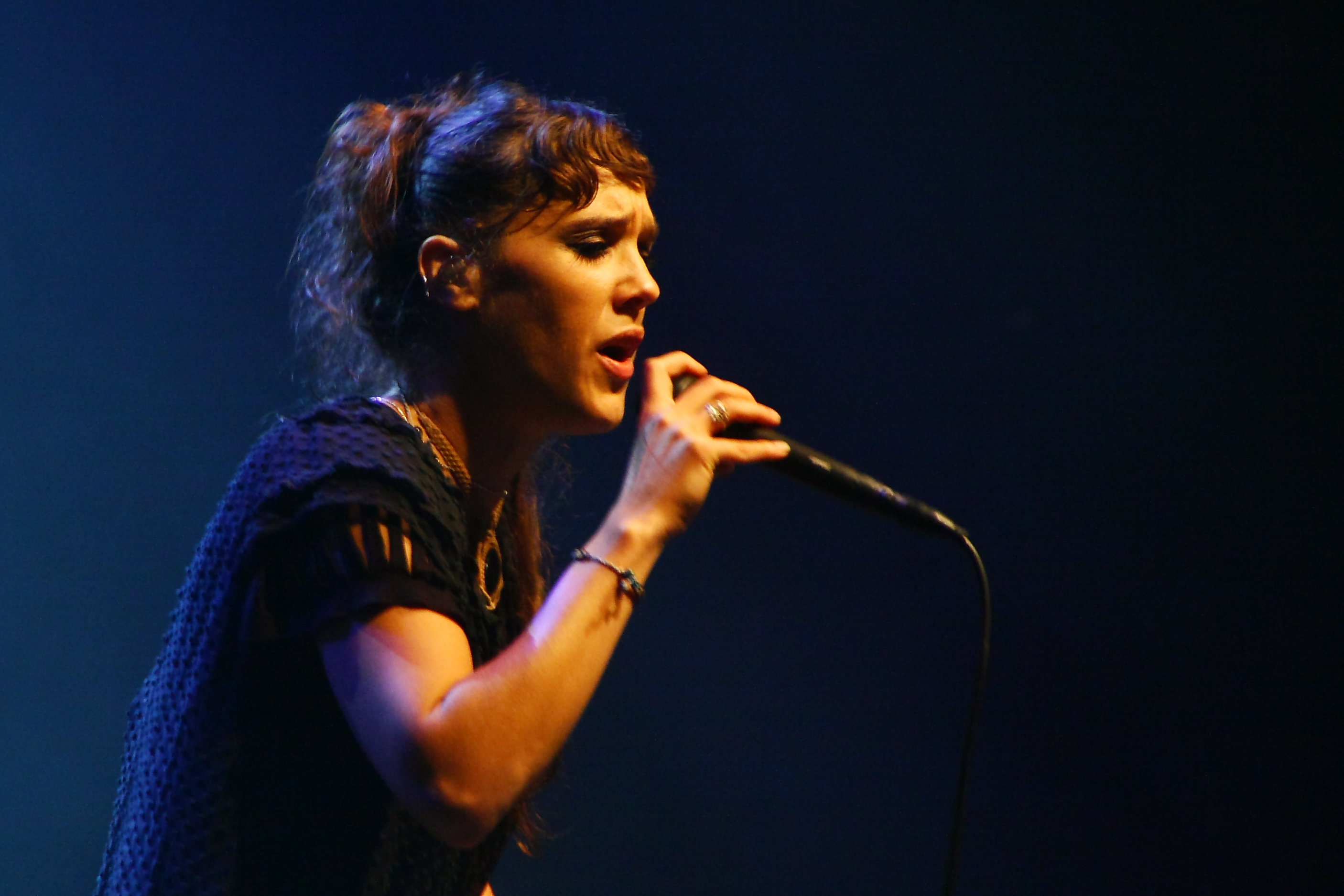
Zaz na festiwalu TFF Rudolstadt (2011)

Zadebiutowała w 2001 występami w bluesowej formacji Fifty Fingers. W 2002 przyłączyła się do grupy Don Diego charakteryzującej się graniem mieszanki stylów latino i rock, ze znaczącymi wpływami afro, arabo i andalo. Nie osiągnąwszy sukcesu, w 2006 wyjechała do Paryża, gdzie śpiewała głównie w piano-barach oraz grała w kabarecie Aux 3 Mailletz w dzielnicy Saint-Michel. Grywała również na ulicy, głównie na Montmartrze, na chodniku przy placu du Tertre.
W 2007 rozpoczęła współpracę z producentem i kompozytorem Kerredinem Soltanim, który napisał dla niej piosenkę „Je veux”. Jesienią 2008 wzięła udział w konkursie Le Tremplin Génération France Bleu/Réservoir oraz za pośrednictwem stowarzyszenia Alliance française z Władywostoku wystąpiła gościnnie w Rosji, dając 15 kameralnych koncertów w towarzystwie pianisty Juliena Lifszyca. W styczniu 2009 wygrała trzecią edycję konkursu Le Tremplin Génération France Bleu/Réservoir odbywającego się w Paryżu. Koncertowała w Rosji, Japonii i Egipcie.
W maju 2010 nagrała pierwszą płytę, wydaną przez wytwórnię fonograficzną Play On. Na płycie, zatytułowanej jej artystycznym pseudonimem Zaz, znalazły się piosenki napisane przez samą piosenkarkę („Trop sensible”, „Les passants”, „Le long de la route”, „Prends garde à ta langue” i „J’aime à nouveau”), a także Raphaëla („Éblouie par la nuit”, „Port coton”, „La fée”) czy Kerredine’a Soltaniego („Je veux” i „Ni oui, ni non”, nagrane przy współpracy z Vivien Roost). Również w 2010 podpisała kontrakt z Carambą i Sony ATV, rozpoczynając tym samym serię koncertów zarówno na terenie samej Francji, jak i w innych krajów europejskich. Dwa miesiące od wydania płyta Zaz uzyskała status złotej, a promująca ją piosenka „Je veux” została uznana przez stację TF1 za przebój lata.
Nagrała również remix utworu „Young Boy” Anny Cyzon, współpracując z wykonawczynią piosenki.
W 2013 wydała kolejny album studyjny pt. Recto verso, który promowała singlem „On ira”. 1 lipca 2013 zagrała koncert w warszawskiej Hali Koło, a jako jej support zaśpiewała Alexandra Strunin. W 2014 wydała trzeci album studyjny pt. Paris, na której znalazły się nowe aranżacje francuskich przebojów w wykonaniu wokalistki.

## Dyskografia

### Albumy studyjne
| Tytuł                       | Dane dot. albumu                                         | Pozycje na listach | Pozycje na listach | Pozycje na listach | Pozycje na listach | Pozycje na listach | Pozycje na listach | Certyfikat                                           |
| Tytuł                       | Dane dot. albumu                                         | FRA                | AUT                | GER                | NLD                | POL                | SWI                | Certyfikat                                           |
| --------------------------- | -------------------------------------------------------- | ------------------ | ------------------ | ------------------ | ------------------ | ------------------ | ------------------ | ---------------------------------------------------- |
| Zaz                         | - Wydany: 10 maja 2010 - Wytwórnia: Play On              | 1                  | 12                 | 3                  | 56                 | 1                  | 10                 | - FRA: 2× diamentowa płyta - POL: 2× platynowa płyta |
| Recto verso                 | - Wydany: 13 maja 2013 - Wytwórnia: Play On              | 2                  | 4                  | 2                  | 73                 | 5                  | 1                  | - FRA: diamentowa płyta - POL: platynowa płyta       |
| Paris                       | - Wydany: 10 listopada 2014 - Wytwórnia: Play On         | 2                  | 4                  | 5                  | 54                 | 2                  | 3                  | - FRA: 3× platynowa płyta - POL: 2× platynowa płyta  |
| Effet miroir                | - Wydany: 16 listopada 2018 - Wytwórnia: Play On         | 5                  | 18                 | 9                  | 63                 | 25                 | 5                  | - FRA: platynowa płyta                               |
| Isa                         | - Wydany: 22 października 2021 - Wytwórnia: Warner Music | 2                  | 10                 | 10                 | –                  | 24                 | 5                  |                                                      |
| „–” album nie był notowany. |                                                          |                    |                    |                    |                    |                    |                    |                                                      |

### Albumy koncertowe
| Tytuł                       | Dane dot. albumu                                    | Pozycje na listach | Pozycje na listach | Pozycje na listach | Certyfikat             |
| Tytuł                       | Dane dot. albumu                                    | FRA                | POL                | SWI                | Certyfikat             |
| --------------------------- | --------------------------------------------------- | ------------------ | ------------------ | ------------------ | ---------------------- |
| Sans tsu tsou Live Tour     | - Wydany: 12 maja 2011 - Wytwórnia: Play On         | 24                 | 17                 | –                  |                        |
| Sur la route                | - Wydany: 30 października 2015 - Wytwórnia: Play On | 4                  | 18                 | 9                  | - FRA: platynowa płyta |
| „–” album nie był notowany. |                                                     |                    |                    |                    |                        |

### Single
| Tytuł                                                                 | Rok  | Pozycje na listach | Pozycje na listach | Pozycje na listach | Pozycje na listach | Pozycje na listach | Album          | Certyfikat         |
| Tytuł                                                                 | Rok  | FRA                | AUT                | GER                | SWI                | LP3                | Album          | Certyfikat         |
| --------------------------------------------------------------------- | ---- | ------------------ | ------------------ | ------------------ | ------------------ | ------------------ | -------------- | ------------------ |
| „Je veux”                                                             | 2010 | 34                 | 16                 | 22                 | 23                 | 23                 | Zaz            |                    |
| „Le long de la route”                                                 | 2010 | 62                 | –                  | –                  | –                  | 39                 | Zaz            |                    |
| „La fée”                                                              | 2011 | 40                 | –                  | –                  | –                  | 17                 | Zaz            |                    |
| „Éblouie par la nuit”                                                 | 2011 | 13                 | –                  | –                  | –                  | –                  | Zaz            |                    |
| „Cette journée”                                                       | 2013 | –                  | –                  | –                  | –                  | –                  | Recto verso    |                    |
| „On ira”                                                              | 2013 | 12                 | 74                 | 47                 | 15                 | 28                 | Recto verso    |                    |
| „Comme ci, comme ça”                                                  | 2013 | –                  | –                  | –                  | –                  | 31                 | Recto verso    |                    |
| „Si”                                                                  | 2013 | 34                 | –                  | –                  | –                  | –                  | Recto verso    |                    |
| „Gamine”                                                              | 2014 | 169                | –                  | –                  | –                  | –                  | Paris          |                    |
| „Paris sera toujours Paris”                                           | 2014 | 48                 | –                  | –                  | –                  | 26                 | Paris          |                    |
| „Sous le ciel de Paris”                                               | 2014 | 170                | –                  | –                  | –                  | –                  | Paris          |                    |
| „Champs Élysées”                                                      | 2014 | 177                | –                  | –                  | –                  | –                  | Paris          |                    |
| „Le chemin de pierre” (wersji pop z Nolwenn Leroy, Thomas Dutronc...) | 2014 | –                  | –                  | –                  | –                  | –                  | Single charity |                    |
| „Si jamais j’oublie”                                                  | 2015 | 11                 | –                  | –                  | 43                 | 1                  | Sur la route   | - POL: złota płyta |
| „Qué vendrá”                                                          | 2018 | –                  | –                  | –                  | –                  | 3                  | Effet miroir   | - POL: złota płyta |
| „Demain c’est toi”                                                    | 2018 | 50                 | –                  | –                  | –                  | 10                 | Effet miroir   |                    |
| „–” singel nie był notowany.                                          |      |                    |                    |                    |                    |                    |                |                    |